# Francilly-Selency

Francilly-Selency este o comună în departamentul Ain, Franța. În 1 ianuarie 2022 avea o populație de 512 de locuitori.